# Rafael Barbero
Rafael Barbero Medina (Granada 1913 - 1990) fue un escultor e imaginero español colaborador de Castillo Lastrucci que desarrolló la mayor parte de su actividad profesional en Sevilla, ciudad a la que se trasladó en 1943 y donde fue profesor de escultura y realizó diversas imágenes religiosas destinadas a hermandades y cofradías de Andalucía Occidental. Muchas de sus obras son relieves y pequeñas imágenes de adorno en marfil o madera, sobre todo ángeles, destinadas a las canastillas de los pasos que procesionan durante la Semana Santa. Su hermano Benito Barbero Medina también escultor, fue su primer maestro, sus dos sobrinos José y Antonio Barbero Gor que seguirían la tradición familiar como escultores y José, además, como restaurador . Dos de sus discípulos fueron los imagineros sevillanos José Paz Vélez y Luis Álvarez Duarte.

## Obras principales
Entre sus obras principales, se puede citar:
- Cristo de la Buena Muerte que esculpió en 1945 para la Hermandad de los Salesianos de Moron de la Frontera (Sevilla)
- Cristo yacente también bajo la advocación de la Buena Muerte de la Iglesia de Santiago Apóstol (Bollullos Par del Condado) de 1946
- Virgen de la Amargura que talló en 1955 con destino a la Hermandad del Gran Poder de Brenes (Sevilla)
- Cristo Crucificado para la Hermandad de la Vera Cruz de Brenes fechado en 1970.
- San José, ca. 1970, iglesia del Señor San José (Sevilla).
- Virgen del Mayor Dolor (1947)
- Jesus cautivo (1948) para la Hermandad de Nuestro Padre Jesus Cautivo y Ntra Sra del Mayor Dolor de Paradas (Sevilla)
- Santísimo Cristo de la Vera Cruz, para la Hermandad de la Vera-Cruz (Escacena del Campo). Primer Premio de la exposición sobre Martínez Montañes, en Sevilla. Año 1948
- María Santísima de las Angustias en su Soledad. Hermandad de la Vera-Cruz (Escacena del Campo)
- Santísimo Cristo Yacente, para la Hermandad Sacramental de Villaverde del Río (Sevilla). Realizado y bendecido en el año 1967.
- Maria Santísima de la Esperanza Macarena, copia de la imagen titular Sevillana destinada a la Cofradía de Maria Santísima de la Esperanza Macarena y Santísimo Cristo de los Sitios (Zaragoza) año 1952.
- Nuestro Padre Jesús Nazareno,titular de la hermandad  : Nuestro Padre Jesús Nazareno y Nuestra Señora de la Soledad. (Los Negros) . Setenil de las Bodegas.( Cádiz) Año 1953
- Santisimo Cristo Yacente,titular de la hdad de Penitencia . Zalamea La Real . Ermita Del Santo Sepulcro . Año 1939
- Ntra.Señora de las Lagrimas. Algeciras (CADIZ)
- Cristo Yacente (1953) y San Juan (1952), Hermandad de la Vera Cruz de Posadas (Córdoba).